# Triaenomontia hispida
Triaenomontia hispida is een hooiwagen uit de familie Triaenonychidae.